# Poda

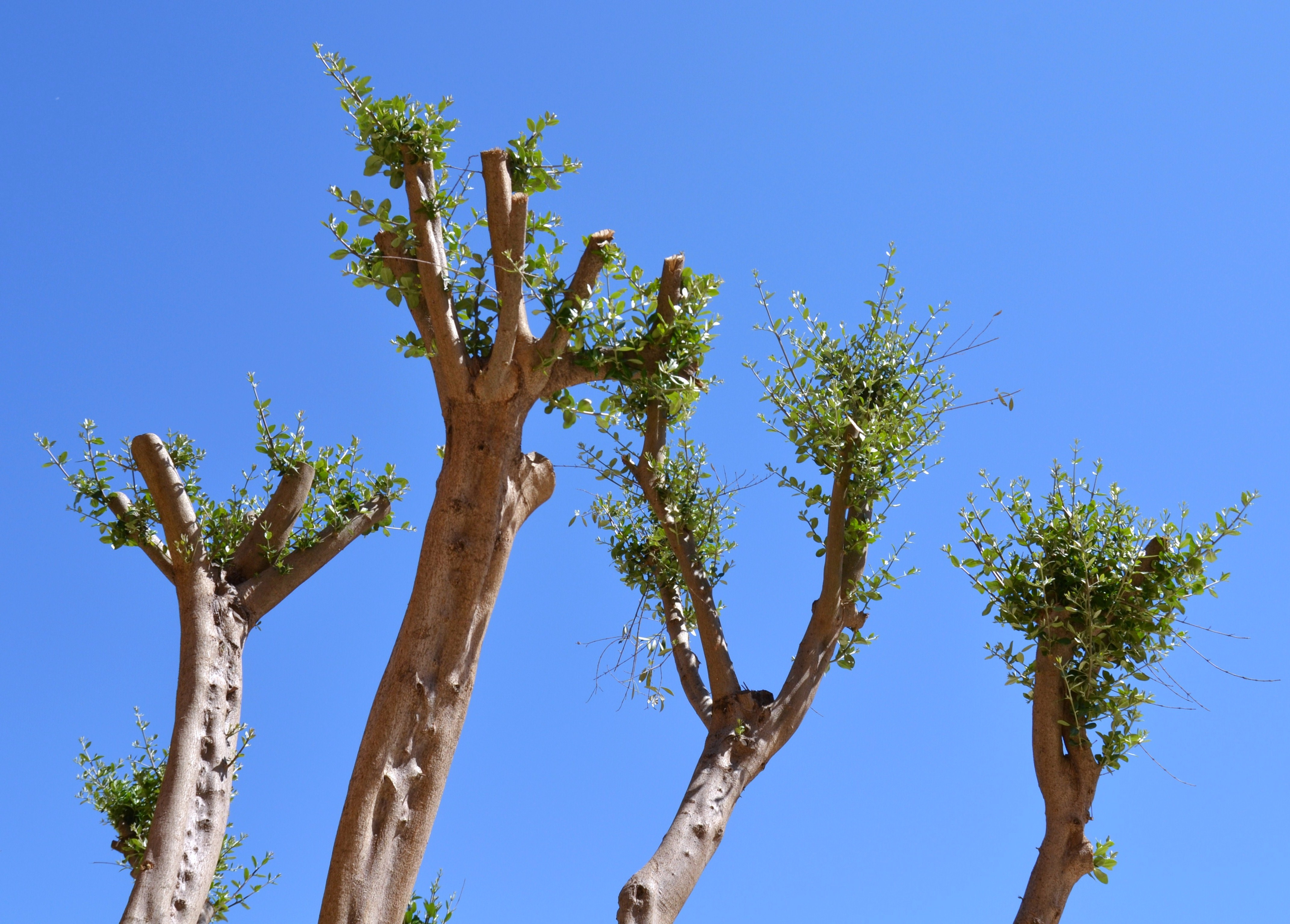
Oliveira podada em Valência

Na jardinagem, e em fruticultura, poda, é o ato de se retirar parte de plantas (sobretudo arbustos e árvores) como ramos, raízes ou gomos, de forma a alterar o comportamento fisiológico da planta. A poda deve ser feita periodicamente e se for bem executada, favorece o crescimento das plantas, formando-as, renovando-as ou tornando-as mais produtivas ou esteticamente mis agradáveis.

## Tipos de poda
Pode ocorrer a poda natural, que é a queda ou morte natural de ramos, devido a humidade excessiva, falta de incidência de luz ou apodrecimento. A poda convencional é uma forma artificial de poda utilizada na jardinagem que retira folhas, ramos e galhos com o objetivo de modificar sua aparência estética. A poda pode fazer com que cresçam de forma ordenada.
Há artistas que fazem esculturas, cercas, e desenhos através de um tipo de poda designado por topiaria. Há, também, uma técnica japonesa de poda severa que faz com que a planta não cresça, chamada bonsai.

## Tipos de operações de poda
Durante a poda podem ser praticados 3 tipos de operações: atarraque, atarraque sobre ramo lateral e desramação.

## Abordagens
As três possíveis abordagens são: pré-poda, pós-poda ou ambas combinadas. Pode-se podar folhas ou ramos.
É importante observar que diferentes espécies de plantas possuem diferentes padrões de repouso e esse período deve ser levado em conta quando se considera a melhor época para a poda. As espécies utilizadas na arborização urbana, por exemplo, apresentam geralmente três padrões de repouso distintos: repouso real, repouso falso e sem repouso aparente.
As podas devem ser realizadas em árvores:
- a serem transplantadas, visando a eliminar os ramos depauperados, mal localizados e mais fracos;
- de folhas caducas durante a queda das folhas, na fase de repouso vegetativo real, geralmente no inverno;
- de folhas semicaducas e persistentes com repouso vegetativo aparente, durante a fase pós-floração ou mesmo após frutificação;
- de espécies que florescem após a queda das folhas, devendo ser realizada após a floração.